# Opel Meriva
Opel Meriva (укр. Опель Меріва) — компактвен компанії Opel. У Великій Британії автомобіль відомий як Vauxhall Meriva, а в Бразилії, Мексиці та Аргентині як Chevrolet Meriva.
Існують такі покоління Opel Meriva:
- Opel Meriva A (2002—2010)
- Opel Meriva B (2010—2017)

## Opel Meriva A (2002—2010)

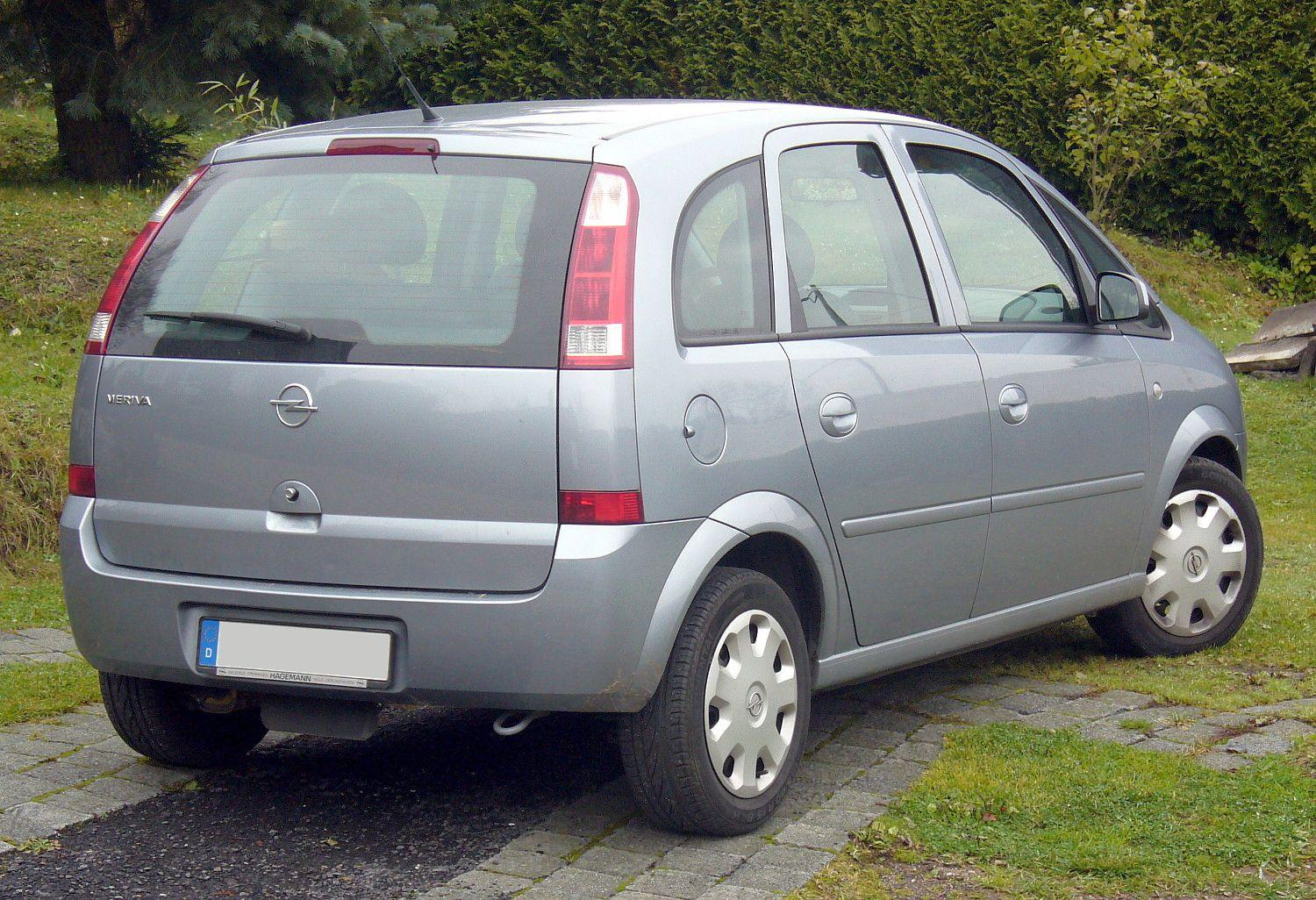

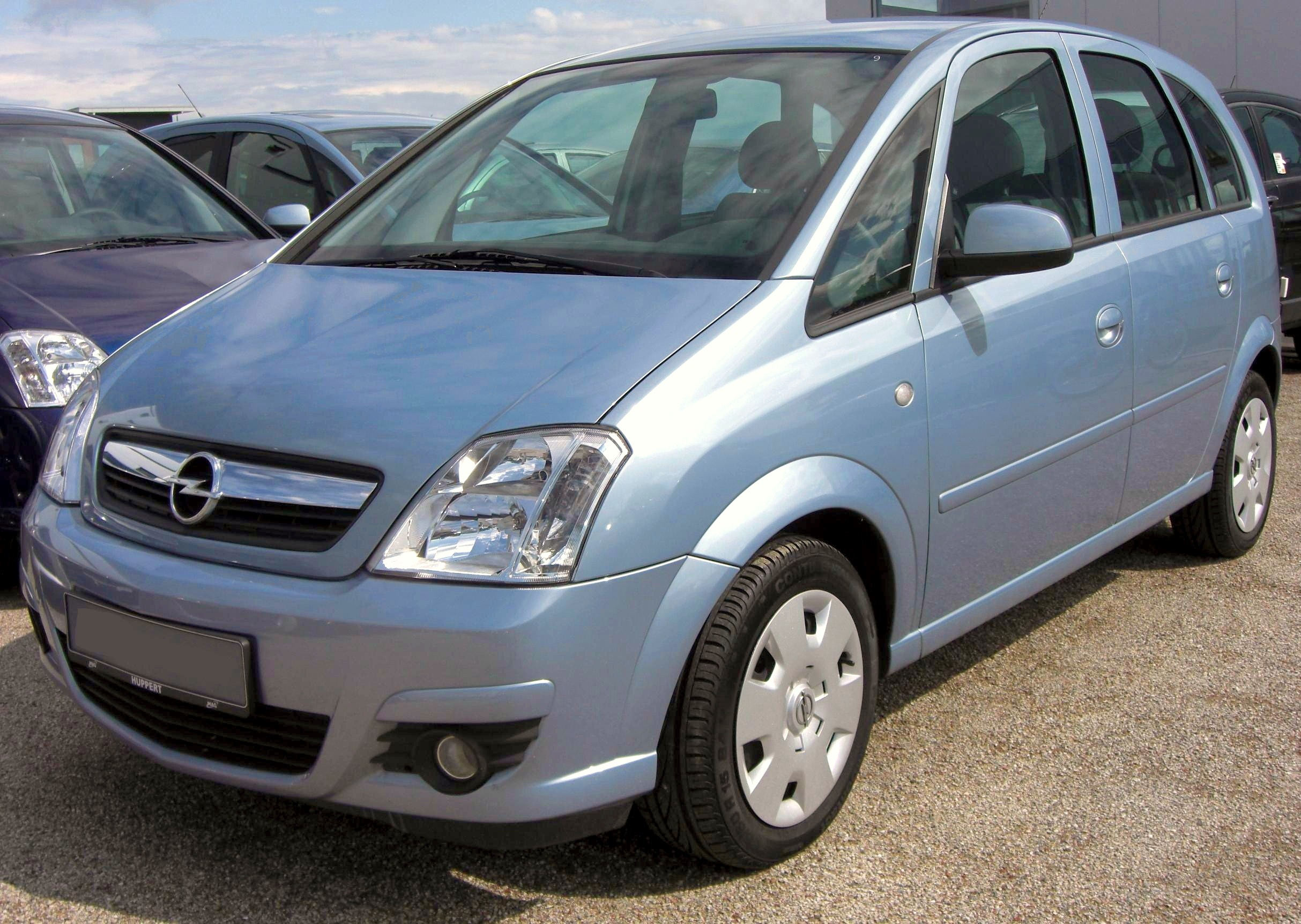
Opel Meriva A (2006—2010)

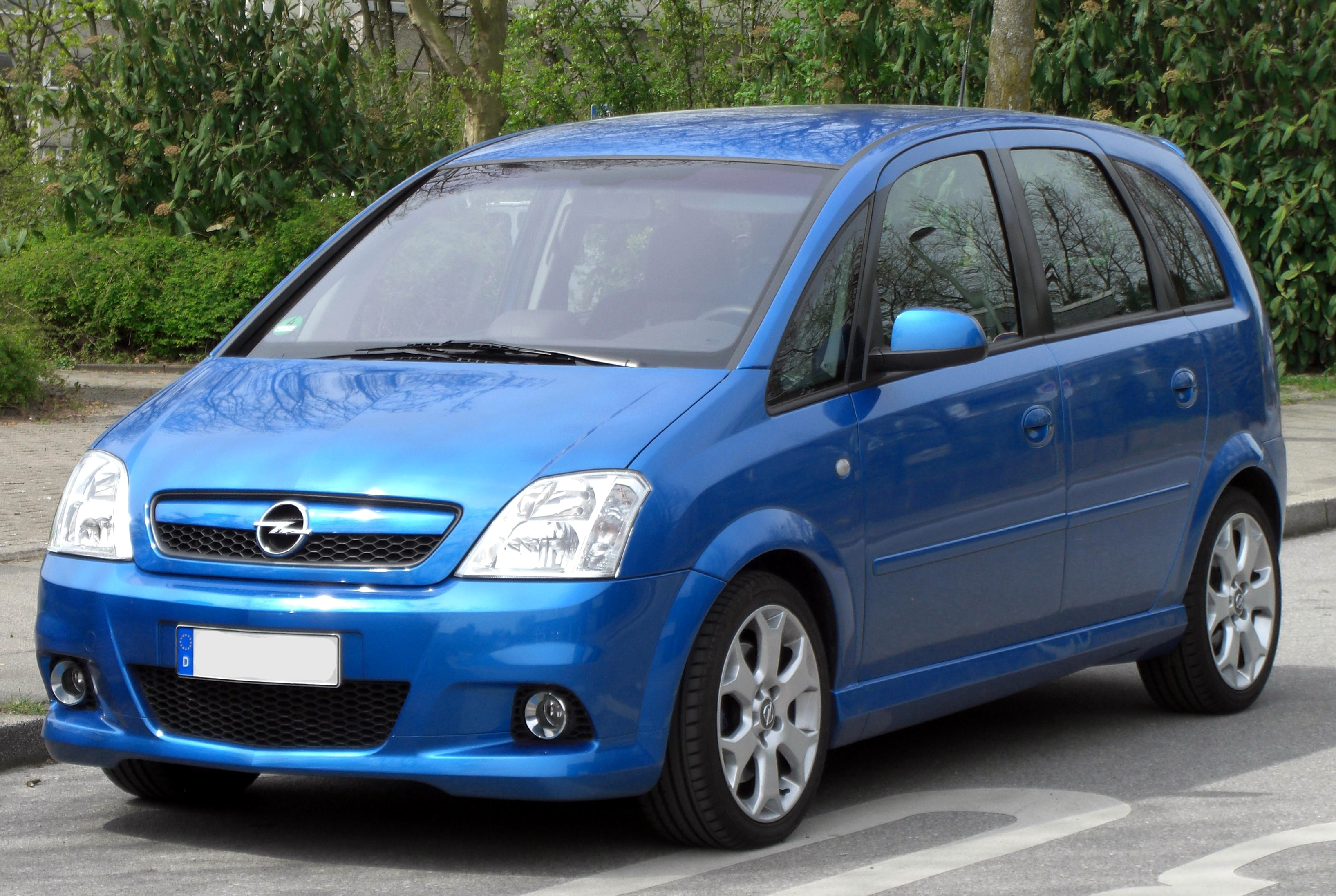
Opel Meriva OPC (2006—2010)

У вересні 2002 року автомобіль Opel Meriva був представлений публіці на Паризькому автосалоні. У січні 2003 року виробництво автомобілів почалося в Сарагосі, Іспанія, а в травні він надійшов у продаж в Європі. Автомобіль був розроблений в Бразильському центрі General Motors на базі Opel Corsa третього покоління.
За рахунок максимально ущільненого моторного відсіку і розміщеним по кутах кузова колесам, салон автомобіля вийшов дуже містким. Задні сидіння були розділені в пропорції 40/20/40, кожна спинка регулювалася по куту нахилу, кожне сидіння рухалося не тільки вперед-назад, але і впоперек салону. При складених задніх сидіннях обсяг багажника зростав до 1410 л, а якщо також скласти переднє праве сидіння, то можна було перевозити речі завдовжки до 2,4 м.
Спочатку автомобіль комплектувався бензиновими двигунами Ecotec робочим об'ємом 1,6 л і 1,8 л або турбодизелем 1,7 л. Двигуни агрегатувалися з механічною коробкою передач або напівавтоматичного роботизованою Easytronic (англ.). Весь передній модуль — двигун, коробка передач і підвіска були змонтовані на окремому підрамнику і повністю запозичені у Opel Corsa. Кермо з електропідсилювачем — теж від Opel Corsa. Задня напівзалежна підвіска із зв'язаними важелями — така ж, як на Opel Astra. Передні і задні гальма — дискові, колеса — 15 дюймів. Всі автомобілі стандартно обладналися ABS і ESP.
У лютому 2006 року, одночасно з початком випуску Opel Corsa наступного покоління, була проведена модернізація Opel Meriva. Трохи змінився його зовнішній вигляд, з'явилися нові передній і задній бампери, затінені задні ліхтарі і хромована накладка внизу дверцята багажника. Гамма двигунів поповнилася новими моторами із змінними фазами і геометрією впускного колектора серії TWINPORT робочим об'ємом 1,4 і 1,6 л і новим турбодизелем.
Водночас було показано «заряджену» версію автомобіля — Opel Meriva OPC (Vauxhall Meriva VXR) оснащену бензиновим двигуном із турбонаддувом потужністю 180 к.с., спеціальною механічною шестиступінчастою коробкою передач, зниженим і налаштованим шасі. Автомобіль розганявся до швидкості 100 км/год за 8,2 с і мав максимальну швидкість 222 км/год. Зовні автомобіль відрізнявся ґратами радіатора у вигляді бджолиних сот, спойлером на даху, синіми гальмівними механізмами, які були добре видно крізь легкосплавні 17-дюймові колеса спеціального дизайну. Всередині було встановлено сидіння Recaro, спортивне кермо і хромовані обідки навколо приладів.
Opel Meriva добре продавався і вже в липні 2009 року з конвеєра зійшов мільйонний екземпляр.

### Двигуни
| Модель                | Код двигуна | Об'єм     | Потужність         | Витрати палива (л/100 км) | Примітки                                 | Виробництво  |
| Бензинові             | Бензинові   | Бензинові | Бензинові          | Бензинові                 | Бензинові                                | Бензинові    |
| --------------------- | ----------- | --------- | ------------------ | ------------------------- | ---------------------------------------- | ------------ |
| 1.0 LPG ecoFLEX       | M14A D4D    | 1364 см³  | 64 кВт (87 к.с.)   | Газ: 8,1 / Бензин: 6,2    |                                          | 07/2009–2010 |
| 1.4 Twinport ecoFlex  | Z14XEP      | 1364 см³  | 66 кВт (90 к.с.)   | 6,2                       |                                          | 2004–2010    |
| 1.6                   | Z16SE       | 1598 см³  | 64 кВт (87 к.с.)   | 7,8                       | замінений на 1.4 Twinport                | 2003−2004    |
| 1.6 (Ecotec)          | Z16XE       | 1598 см³  | 74 кВт (101 к.с.)  | 7,5                       | замінений на 1.6 Twinport                | 2003−2005    |
| 1.6 Twinport (Ecotec) | Z16XEP      | 1598 см³  | 77 кВт (105 к.с.)  | 6,7                       |                                          | 10/2005–2010 |
| 1.6 Turbo (Ecotec)    | Z16LET      | 1598 см³  | 132 кВт (180 к.с.) | 7,8                       | тільки в версії OPC (6-ст. КПП)          | 2006–2010    |
| 1.8 (Ecotec)          | Z18XE       | 1796 см³  | 92 кВт (125 к.с.)  | 7,3                       |                                          | 05/2003–2010 |
| Дизельні              |             |           |                    |                           |                                          |              |
| 1.3 CDTI ecoFlex      | Z13DTJ      | 1248 см³  | 55 кВт (75 к.с.)   | 5,0                       | з серійним фільтром твердих частинок     | 10/2005–2010 |
| 1.7 DTI (Ecotec)      | Y17DT       | 1686 см³  | 55 кВт (75 к.с.)   | 5,5                       | замінений на 1.3 CDTI                    | 2003−2005    |
| 1.7 CDTI (Ecotec)     | Z17DTH      | 1686 см³  | 74 кВт (101 к.с.)  | 5,2                       | з 5-ст. КПП без фільтра твердих частинок | 2003–2005    |
| 1.7 CDTI (Ecotec)     | Z17DT       | 1686 см³  | 74 кВт (101 к.с.)  | 5,4                       | з 6-ст. КПП і фільтром твердих частинок  | 10/2006–2010 |
| 1.7 CDTI (Ecotec)     | Z17DTR      | 1686 см³  | 92 кВт (125 к.с.)  | 5,4                       | з 6-ст. КПП і фільтром твердих частинок  | 10/2006–2010 |

## Opel Meriva B (2010—2017)

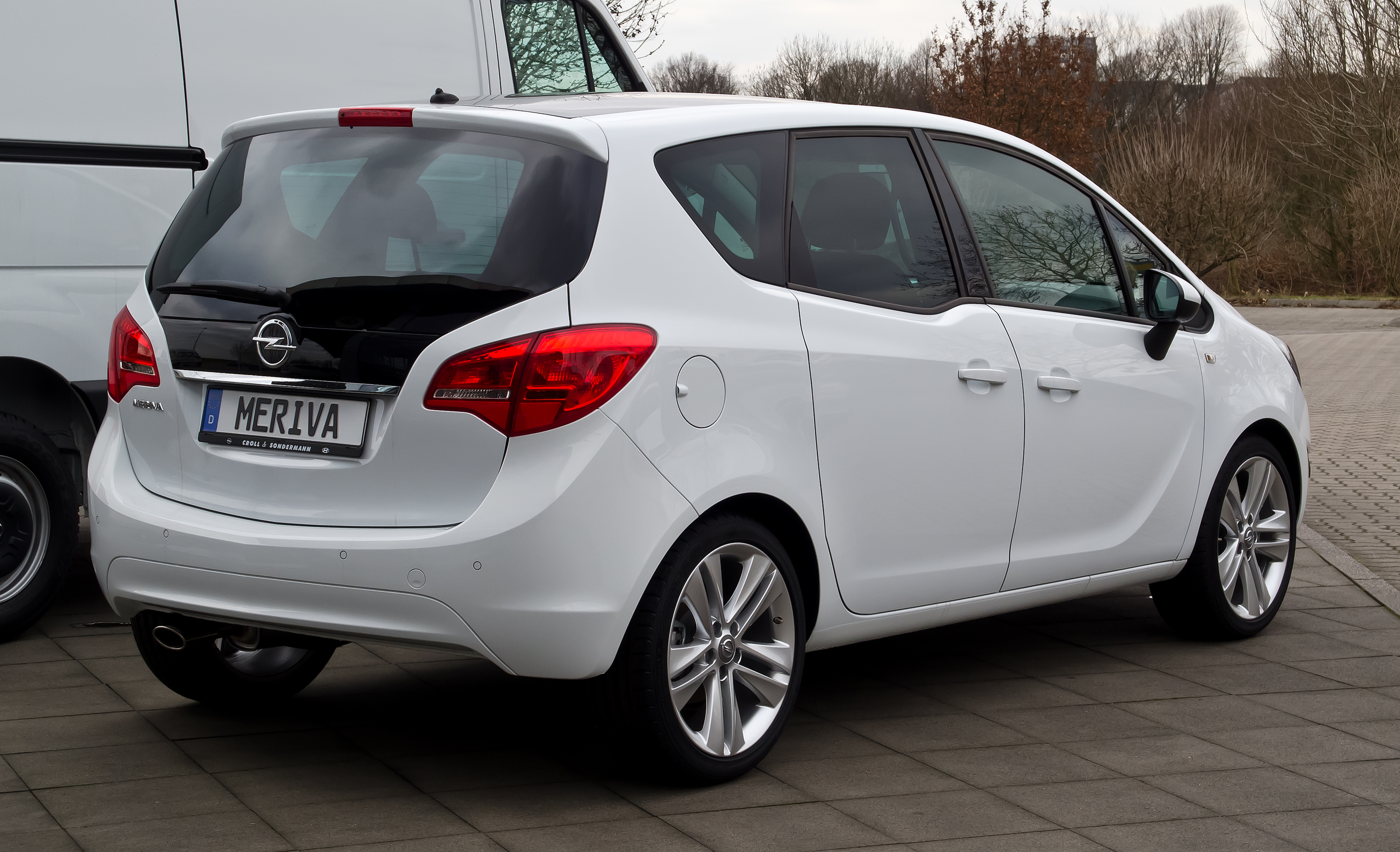
Opel Meriva B (з 2010)

Meriva другого покоління була представлена в березні 2010 року на автосалоні в Женеві, виробництво стартувало в червні 2010 року. Особливістю Meriva B є задньопетельні задні двері, іменовані компанією Opel як «FlexDoors».
У 2014 році відбувся рестайлінг автомобіля. Оновлений автомобіль розроблено на основі нової платформи Zafira, але з модернізованою підвіскою моделей-попередників. 
Як і інші моделі Opel, Meriva має надзвичайно заплутаний модельний ряд — покупці можуть вибрати різні комплектації: S, Life, Exclusiv, Energy, Tech Line і SE. Для всіх версій стандартним обладнанням є: кондиціонер, центральний замок і електричні склопідйомники. У комплектацію Life додатково входять: литі диски, функція Bluetooth-з'єднання, CD-програвач, круїз-контроль і шкіряний чохол на рульове колесо. Як додаткове обладнання для Opel Meriva доступні: два рівні системи супутникової навігації (Navi 650 або Navi 950) з функцією розпізнавання голосу для запису пункту призначення і 7-дюймовим екраном у верхній частині приладової панелі, цифрове радіо, а також USB-порт. 

### Двигуни
| Модель           | Двигун    | Об'єм     | Потужність                             | Крутний момент             | Примітки    | Викиди CO2 (гр/км)      |           |           |
| Бензинові        | Бензинові | Бензинові | Бензинові                              | Бензинові                  | Бензинові   | Бензинові               | Бензинові | Бензинові |
| ---------------- | --------- | --------- | -------------------------------------- | -------------------------- | ----------- | ----------------------- | --------- | --------- |
| 1.4 VVT          | Р4        | 1398 см3  | 100 к.с. (74 кВт) при 6000 об/хв       | 130 Нм при 4000 об/хв      |             | 144                     |           |           |
| 1.4T VVT         | Р4        | 1398 см3  | 120 к.с. (88 кВт) при 6000 об/хв       | 175 Нм при 1750-4800 об/хв |             | 143                     |           |           |
| 1.4T VVT         | Р4        | 1398 см3  | 140 к.с. (103 кВт) при 4900-6000 об/хв | 200 Нм при 1850-4900 об/хв |             | 156                     |           |           |
| Дизельні         |           |           |                                        |                            |             |                         |           |           |
| 1.3 CDTI         | Р4        | 1248 см3  | 75 к.с. (55 кВт) при 4000 об/хв        | 180 Нм при 1750—2500 об/хв |             | 129                     |           |           |
| 1.3 CDTI Ecoflex | Р4        | 1248 см3  | 95 к.с. (70 кВт) при 4000 об/хв        | 180 Нм при 1750-3500 об/хв |             | 119 (2010-) 109 (2011-) |           |           |
| 1.7 CDTI         | Р4        | 1686 см3  | 100 к.с. (74 кВт) при 4000 об/хв       | 260 Нм при 1700—2550 об/хв | тільки АКПП | 168                     |           |           |
| 1.7 CDTI         | Р4        | 1686 см3  | 130 к.с. (96 кВт) при 4000 об/хв       | 300 Нм при 2000—2500 об/хв |             | 138                     |           |           |